# Ezio Bertuzzo
Ezio Bertuzzo (Settimo Torinese, 23 luglio 1952 – Torino, 23 febbraio 2014) è stato un calciatore e allenatore di calcio italiano, di ruolo attaccante.
È morto nel 2014 all'età di 61 anni.

## Carriera

### Giocatore
Crebbe calcisticamente tra le file del Torino. Partito dalle categorie inferiori in società piemontesi (tra cui l'Asti MaCoBi del giovane Giancarlo Antognoni con la quale sfiorò la promozione in Serie C), emerse grazie al trasferimento al Brescia, società con la quale disputò tre campionati di Serie B, durante i quali si mise in luce con complessivi 25 gol in 80 presenze, meritandosi il trasferimento al Bologna, in Serie A, segnando al suo debutto contro il Torino il suo unico gol di quell'anno.

Bertuzzo al Brescia nell'annata 1972-1973

Dopo un solo anno ritornò in Serie B, questa volta all'Atalanta, dove disputò un ottimo campionato, risultando determinante con 13 reti all'attivo per la promozione della squadra bergamasca nella massima serie. Al termine della stagione venne ceduto al Cesena, tanto da provocare una vera e propria sollevazione popolare tra i tifosi bergamaschi: la protesta indusse il presidente atalantino a riacquistarlo pochi mesi dopo, durante la sessione autunnale di calciomercato. A Bergamo divenne un idolo della tifoseria, che lo soprannominò Ezio-gol, vestendo la maglia nerazzurra anche dopo la doppia retrocessione in Serie C1.
Dopo l'esperienza con l'Asti, in Serie C2 nel 1983, nella stagione 1983-1984, disputa un campionato di serie D con il Crotone vincendo il girone, il suo bottino personale fu di 6 gol di cui quello memorabile nel derby contro la Vigor Lamezia diventando l'idolo incontrastato della tifoseria pitagorica. Continua la carriera nelle serie minori giocando con il Pinerolo FC e la Saviglianese, prima in Promozione (che vince) e poi in Interregionale. Chiude con il calcio giocato nel Saluzzo (Promozione piemontese) realizzando, tra il 1988 e il 1990, 54 presenze e 19 reti. 
In carriera ha totalizzato complessivamente 41 presenze e 5 reti in Serie A e 185 presenze e 45 reti in Serie B.

### Allenatore
Terminata la carriera si è trasferito a Bassano del Grappa, città d'origine dei suoi genitori, dove ha allenato alcune squadre a livello giovanile.
È scomparso nel 2014 all'età di 61 anni a seguito di un male incurabile.

## Statistiche

### Presenze e reti nei club
| Stagione            | Squadra             | Campionato          | Campionato | Campionato | Coppe nazionali | Coppe nazionali | Coppe nazionali | Coppe continentali | Coppe continentali | Coppe continentali | Totale | Totale |
| Stagione            | Squadra             | Comp                | Pres       | Reti       | Comp            | Pres            | Reti            | Comp               | Pres               | Reti               | Pres   | Reti   |
| ------------------- | ------------------- | ------------------- | ---------- | ---------- | --------------- | --------------- | --------------- | ------------------ | ------------------ | ------------------ | ------ | ------ |
| 1969-1970           | Torino              | A                   | 0          | 0          | CI              | 0               | 0               |                    | -                  | -                  | 0      | 0      |
| 1970-1971           | Canelli             | D                   | 31         | 6          | -               | -               | -               |                    | -                  | -                  | 31     | 6      |
| 1971-1972           | Asti MaCoBi         | D                   | 29         | 10         | -               | -               | -               |                    | -                  | -                  | 29     | 10     |
| 1972-1973           | Brescia             | B                   | 10         | 2          | CI              | ?               | ?               |                    | -                  | -                  | 10+    | 2+     |
| 1973-1974           | Brescia             | B                   | 37         | 12         | CI              | ?               | ?               |                    | -                  | -                  | 37+    | 12+    |
| 1974-1975           | Brescia             | B                   | 33         | 11         | CI              | ?               | ?               |                    | -                  | -                  | 33+    | 11+    |
| Totale Brescia      | Totale Brescia      | Totale Brescia      | 80         | 25         |                 | 0+              | 0+              |                    | -                  | -                  | 80+    | 25+    |
| 1975-1976           | Bologna             | A                   | 15         | 1          | CI              | 1+              | 1               |                    | -                  | -                  | 16+    | 2      |
| 1976-1977           | Atalanta            | B                   | 40         | 13         | CI              | 4               | 2               |                    | -                  | -                  | 44     | 15     |
| 1977-nov. 1977      | Cesena              | B                   | 6          | 0          | CI              | ?               | ?               |                    | -                  | -                  | 6+     | 0+     |
| nov. 1977-1978      | Atalanta            | A                   | 16         | 2          | CI              | 0               | 0               | CKR                | 6                  | 3                  | 22     | 5      |
| 1978-1979           | Atalanta            | A                   | 10         | 2          | CI              | 1               | 0               |                    | -                  | -                  | 11     | 2      |
| 1979-1980           | Atalanta            | B                   | 36         | 6          | CI              | 4               | 1               |                    | -                  | -                  | 40     | 7      |
| 1980-1981           | Atalanta            | B                   | 23         | 1          | CI              | 1               | 0               |                    | -                  | -                  | 24     | 1      |
| 1981-1982           | Atalanta            | C1                  | 6          | 3          | CI              | 3               | 0               |                    | -                  | -                  | 9      | 3      |
| Totale Atalanta     | Totale Atalanta     | Totale Atalanta     | 131        | 27         |                 | 13              | 3               |                    | 6                  | 3                  | 150    | 33     |
| 1982-1983           | Asti TSC            | C2                  | 29         | 4          |                 | -               | -               |                    | -                  | -                  | 29     | 4      |
| Totale Asti         | Totale Asti         | Totale Asti         | 58         | 14         |                 | -               | -               |                    | -                  | -                  | 58     | 14     |
| 1983-1984           | Crotone             | D                   | 29         | 6          |                 | -               | -               |                    | -                  | -                  | 29     | 6      |
| 1984-1985           | Pinerolo            | D                   | 26         | 8          |                 | -               | -               |                    | -                  | -                  | 26     | 8      |
| 1985-1986           | Saviglianese        | Prom.               | ?          | ?          |                 | -               | -               |                    | -                  | -                  | ?      | ?      |
| 1986-1987           | Saviglianese        | D                   | ?          | ?          |                 | -               | -               |                    | -                  | -                  | ?      | ?      |
| Totale Saviglianese | Totale Saviglianese | Totale Saviglianese | 27         | 4          |                 | -               | -               |                    | -                  | -                  | 27     | 4      |
| 1987-1988           | Saluzzo             | Prom.               | ?          | ?          |                 | -               | -               |                    | -                  | -                  | ?      | ?      |
| 1988-1989           | Saluzzo             | Prom.               | ?          | ?          |                 | -               | -               |                    | -                  | -                  | ?      | ?      |
| 1989-1990           | Saluzzo             | Prom                | ?          | ?          |                 | -               | -               |                    | -                  | -                  | ?      | ?      |
| Totale Saluzzo      | Totale Saluzzo      | Totale Saluzzo      | 54         | 19         |                 | -               | -               |                    | -                  | -                  | 54     | 19     |
| Totale carriera     | Totale carriera     | Totale carriera     | 457        | 110        |                 | 14+             | 4+              |                    | 6                  | 3                  | 477+   | 117+   |

## Palmarès

### Giocatore

#### Competizioni regionali
- Promozione: 1

Saviglianese: 1985-1986 (girone C)

#### Competizioni nazionali
- Campionato italiano Serie C1: 1

Atalanta: 1981-1982 (girone A)
- Campionato Interregionale: 1

Crotone: 1983-1984 (girone I)